# باري هانا
باري هانا (بالإنجليزية: Barry Hannah)‏‏ (23 أبريل 1942 في ميريديان,ميسيسيبي - 1 مارس 2010 في أكسفورد) مؤلف، وروائي، وأستاذ جامعي، وكاتب من الولايات المتحدة.